# Томас Бартолін
Томас Бартолін (20 жовтня 1616 — 4 грудня 1680) — данський лікар, математик і теолог. Він найбільше відомий своєю роботою з відкриття лімфатичної системи у людини та завдяки своєму прогресу в теорії анестезії охолодженням, він — перший, хто описав її науково.
Томас Бартолін походив із родини, яка прославилася своїми вченими-новаторами, дванадцять із яких стали професорами Копенгагенського університету. Три покоління родини Бартолінів зробили значний внесок в анатомічну науку та медицину у XVII та XVIII століттях: батько Томаса Бартоліна, Каспар Бартолін-старший (1585—1629), його брат Расмус Бартолін (1625—1698) і його син Каспар Бартолін-молодший (1655—1738). Син Томаса Бартоліна (1659—1690) став професором історії в Копенгагенському університеті, а згодом його призначили королівським антикварієм і секретарем Королівського архіву.

## Особисте життя
Томас Бартолін був другим із шести синів Каспара Бартоліна-старшого, лікаря, який народився в Мальме, Скоке, та його дружини Анн Фінке. Першу збірку анатомічних праць Бартолін-старший опублікував у 1611 році. Пізніше ця робота була доповнена, проілюстрована та переглянута Томасом Бартоліном, ставши стандартним довідником з анатомії; син зокрема додав оновлення про теорії кровообігу Вільяма Гарвея та лімфатичної системи.
Бартолін відвідав італійського ботаніка П'єтро Кастеллі у Мессіні у 1644 році. У 1663 році Бартолін купив будинок Гагестедгорд, який згорів у 1670 році разом із його бібліотекою: багато рукописів було втрачено. Король Данії Кристіан V призначив Бартоліна своїм лікарем зі значною платнею та звільнив ферму від податків як компенсацію за збитки. У 1680 році здоров'я Бартоліна погіршилось, ферму продали, і він повернувся до Копенгагена, де й помер. Його поховали у церкві Богоматері.
На честь родини назвали вулицю у Копенгагені. Поруч з нею розташований Бартолінівський інститут (Bartholin Institutet). Його іменем названо один із корпусів Орхуського університету.

## Внесок у медичні дослідження
У грудні 1652 року Бартолін опублікував перший повний опис лімфатичної системи людини. У 1651 році Жан Пеке помітив лімфатичну систему у тварин, і відкриття Пеке грудної протоки та її входу у вени зробило його першою людиною, яка описала правильний шлях лімфатичної рідини в кров. Невдовзі після публікації відкриттів Пеке та Бартоліна у 1653 році Улоф Рудбек опублікував подібне відкриття лімфатичної системи людини, хоча Рудбек представив свої висновки при дворі шведської королеви Христини у квітні-травні 1652 року, до Бартоліна, але забарився з написанням роботи. У результаті виникла гостра суперечка про першість. Найвідомішим учнем Бартоліна став Нільс Стено.
Публікація Томаса «De nivis usu medico observationes variae», розділ XXII, містить першу відому згадку про анестезію холодом, техніку, винахід якої Томас Бартолін приписує італійцеві Марко Ауреліо Северіно з Неаполя. За словами Бартоліна, Северіно був першим, хто представив використання заморожування суміші снігу та льоду (1646), і Томас Бартолін спочатку дізнався про цю техніку від нього під час візиту до Неаполя.
У 1656 році Бартолін перший описав вроджений синдром хромосомної аномалії, Синдром Бартоліна-Патау, викликаний наявністю в клітинах зайвої копії 13 хромосоми.
Каспар Бартолін-старший, батько Томаса Бартоліна; його брат Расмус Бартолін; і його син Каспар Бартолін-молодший (який вперше описав бартолінові залози), усі зробили внесок у практику сучасної медицини завдяки своїм відкриттям важливих анатомічних структур і явищ. Бартолін-старший почав працювати професором Копенгагенського університету у 1613 році, і протягом наступних 125 років наукові досягнення Бартолінів на медичному факультеті Копенгагенського університету здобули міжнародне визнання та сприяли репутації закладу.

## Вибіркові праці

Antiquitatum veteris puerperii synopsis, 1676

- Historiarum anatomicarum rariorum [. . . ] (Історії хвороб незвичайних анатомічних і клінічних структур, включно з описами та ілюстрації аномалій і нормальних структур)
  - ... centuria I et II на «Google Books», Амстердам, 1654.
  - ... centuria III et IV на «Google Books». Гаага: Vlacq, 1657.
  - ... centuria V et VI на «Google Books», Копенгаген: P. Haubold, 1661 (з Mantissa anatomica, Йоганнес Родіус).
- Єдиноріг . Падуя, 1645 рік.
- De Angina Puerorum Campaniae Siciliaeque Epidemica Exercitationes. Париж, 1646 рік.
- De lacteis thoracicis in homine brutisque nuperrime observatis historia anatomica на «Google Books», Копенгаген: M. Martzan, 1652 (відкриття Бартоліном грудної протоки).
- Vasa lymphatica nuper Hafniae in animalibus inventa et hepatis exsequiae. Hafniae (Копенгаген), Петрус Хакіус, 1653.
- Vasa lymphatica in homine nuper inventa. Hafniae (Копенгаген), 1654.
- Historiarium anatomicarum rariorum centuria I—VI. Копенгаген, 1654—1661.
- Анатомія . Гаага. Ex typographia Adriani Vlacq, 1655 рік.
- Dispensarium hafniense. Копенгаген, 1658 рік.
- De nivis usu medico observationes variae. Accessit D. Erasmi Bartholini de figura nivis dissertatio. З книгою Расмуса Бартоліна. Копенгаген: Typis Matthiase Godichii, sumptibus Petri Haubold, 1661. (Містить першу відому згадку про анестезію холодом)
- Cista medica hafniensis. Копенгаген, 1662 рік.
- De pulmonum substantia et motu. Копенгаген, 1663 рік.
- De insolitis partus humani viis. Копенгаген, 1664 рік.
- De medicina danorum domestica. Копенгаген, 1666 рік.
- De flammula cordis epistola. Копенгаген, 1667 рік.
- Orationes et dissertationes omnino varii argumenti. Копенгаген, 1668 рік.
- Carmina varii argumenti. Копенгаген, 1669 рік.
- De medicis poetis dissertatio. Hafinae, apud D. Paulli, 1669.
- De bibliothecae incendio. Копенгаген, 1670 рік.
- De morbis biblicis miscellanea medica. Франкофурті, Д. Паулі, 1672.
- De cruce Christi hypomnemata IV, Typis Andreae ab Hoogenhuysen, Vesaliae (Wesel), 1673.
- Acta medica et philosophica. 1673—1680.